# Johann Nepomuk Kaňka junior

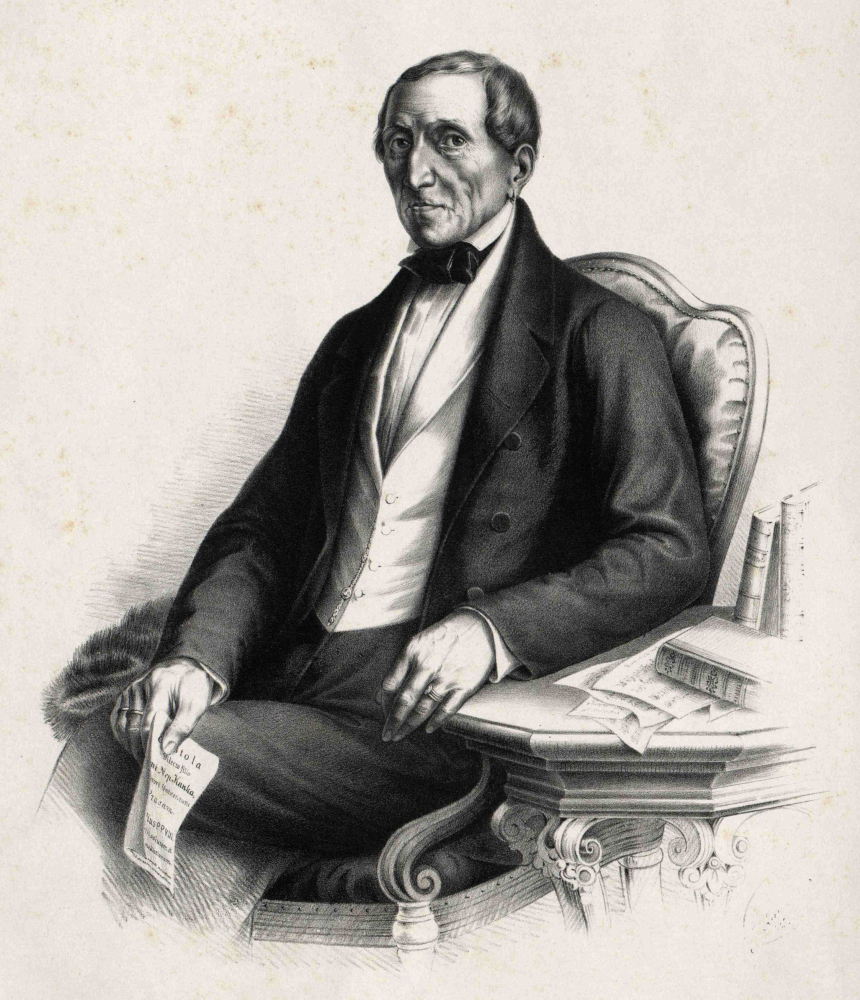
Johann Nepomuk Kaňka junior

Johann Nepomuk Kaňka (auch: Jan Kaňka; * 10. November 1772 in Prag; † 5. April 1865 ebenda) war ein böhmischer Jurist und Komponist.

## Leben
Er ist der Sohn des gleichnamigen Johann Nepomuk Kaňka. Nach dem Studium der Rechtswissenschaften promovierte er 1794 zum Dr. jur. und wurde 1796 Landesadvokat. Seit 1798 war er im Finanzdienst tätig. 1812 wurde er kurfürstlich hessischer und königlich sächsischer Hofrat. Seit 1815 war er Dekan der juristischen Fakultät und 1828–1830 Rektor der Prager Universität. Daneben verfasste er juristische Abhandlungen.
Kaňka, der seit 1796 Beethoven kannte, erwarb sich große Verdienste um das Prager Musikleben. 1840 gründete er den dortigen Cäcilienverein; außerdem war er Mitglied des Vereins für Kirchenmusik und der Sophien-Akademie sowie Vorstand des Konservatoriums. 
Als Komponist verfasste er Kammermusik, Kantaten und Lieder. Seine Kompositionen waren von Wolfgang Amadeus Mozart beeinflusst. Sein musikalischer Nachlass befindet sich im Prager Nationalmuseum.

## Juristische Werke
- Chronologische Register über die in den 12 Stammbänden der durch Johann Blasek verbesserten Rothischen Gesetzessammlung für Böhmen enthaltenen Gesetze (1819)
- Handbuch des österreichischen Gesetzes über schwere Polizeiübertretungen (1823)
- Sammlung der böhmischen Verordnungen und Gesetze (Neuausgabe 1819–1826)